# Argánfa

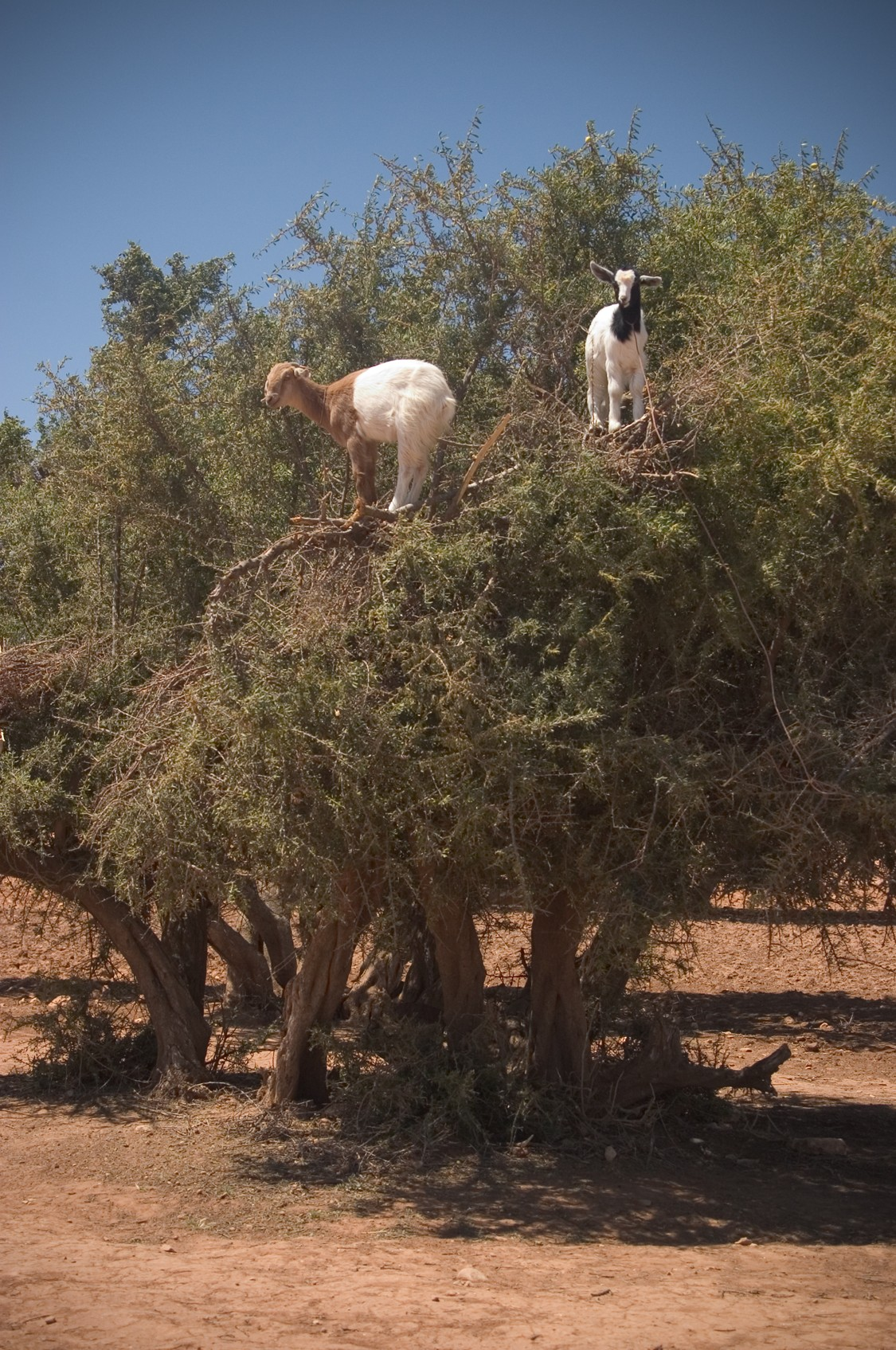
Kecskék legelnek egy argánfa ágain

Az argánfa (Argania spinosa) egy fás szárú növényfaj, a vajfafélék (Sapotaceae) családjába tartozó Argania növénynemzetség egyetlen faja. Természetes körülmények között csak Északnyugat-Afrikában fordul elő, a Marokkó délnyugati részén húzódó, félsivatagos Sous-völgy bennszülött faja. Elterjedési területe mintegy 8000 négyzetkilométer kiterjedésű, Marokkó mellett kisebb részben átnyúlik Algériába is.
Az argánfák 8-10 méteres magasságig nőnek meg, életkoruk elérheti a 200 évet is. Jellemzően göcsörtös törzsű, szétterülő lombkoronájú, tövises fák, lombkoronájuk körmérete akár a 70 métert is elérheti; ágai a föld felé hajlanak. Ovális levelei 2-4 centi hosszúak, lekerekített csúcsúak. Áprilisban nyíló virágai aprók, ötszirmúak, színük halvány zöldessárga.
Termései 2-4 centiméter hosszúak és 1,5-3 centiméter szélesek, a gyümölcsök héja keserű, terméshúsa édeskés illatú, de kellemetlen ízű. A gyümölcsök belsejében igen kemény csontár található, melynek súlya az egész termés negyedét is meghaladhatja. A csontáron belül 1(-3) mag található, melyek igen gazdag olajtartalmúak, a belőlük kinyerhető argánolajat étkezési és kozmetikai célra is kiterjedten alkalmazzák. A terméshúst állatok takarmányozásához használják fel. A termések beéréséhez több mint egy év szükséges, betakarításukra általában a virágzást követő év júniusában-júliusában kerülhet sor.

## Nevének eredete
Az argan szó, ami többek között a faj magyar és tudományos nevének is alapjául szolgál, annak a berber népcsoportnak (a silháknak) a nyelvéből származik, amely a fa fő termőterületén él. Mivel a silhák életében az argánfa kiemelkedő jelentőséggel bír, a silha nyelvben számos kifejezés létezik a növény különböző részeinek és különféle érettségi állapotainak megnevezésére, a szüretelés és a feldolgozás egyes munkafázisaira. Középkori arab orvosi források harjānként említik a fát, amely kifejezés ugyanezen tőből ered.

## Termesztése
Marokkóban az argánligetek, arganeraiek kiterjedése több mint 8000 négyzetkilométer, területüket az UNESCO bioszféra-rezervátummá nyilvánította. A faj élőhelye a XX. században a korábbinak csaknem felére zsugorodott, a 2000-es évek elejétől azonban fokozatosan nő a világpiaci kereslet az argánolaj iránt, ezért a marokkói kormányzat elszánta magát az argánfa termőterületeinek növelésére. Az argánexportból származó bőséges bevétel ugyanakkor új veszélyt szült a fák számára: a váratlan jólét a gazdálkodókat arra készteti, hogy még több kecskét tartsanak, amelyek azonban felugrálnak az argánfák ágaira, és ott elfogyasztják a friss hajtásokat.
Az argánfát ma már több más országban is termesztik, elsősorban Izrael egyes régióiban.

## Felhasználása
Marokkó egyes területein az argánfa bogyóját ugyanúgy hasznosítják, mint az olajbogyót: hasznosítják a faanyagát, a magjából kisajtolt olajat - étkezési, gyógyászati, közmetikai célra, sőt még üzemanyagként is -, a gyümölcshúst pedig állatok takarmányához adják. Nagyon gyakran hozzátartozik az argánfák megjelenéséhez a lombkoronában ugrándozó és legelésző kecskék látványa; az argánolajat is a hagyományos feldolgozási eljárások során leginkább azokból a csontárokból nyerték ki, amelyek előzőleg keresztülhaladtak a kecskék tápcsatornáján. Az argánfa termése a virágnyílás után bő egy évvel, a következő nyáron érik be teljesen, gyűjtését jogszabályok és lokális tradíciók is szabályozzák.

### Argánolaj
Az argánolajat jellemzően női közösségek állítják elő nehéz és időigényes fizikai munkával. Ehhez először el kell távolítani a csontárokat körülvevő gyümölcshúst, majd meg kell törni az igen kemény csonthéjat. A további feldolgozás módja attól függ, milyen célra kívánják értékesíteni a végterméket: étkezési felhasználáshoz a magokat az olajütés előtt enyhén megpirítják, ha viszont kozmetikai célú felhasználásra kerül az olaj, abban az esetben a pirítást kihagyják, máskülönben a végterméknek nagyon intenzív diószerű illata lenne. A magokat péppé zúzzák, amit azután néhány hétig pihentetnek, így a szilárd összetevők leülepednek az edényzet aljára. A nyers olajat végül még szűrhetik is, attól függően, hogy milyen tisztaságú olajra van igény, de bizonyos mennyiségű lebegő szilárd anyag még a legfinomabb argánolajokban is előfordulhat. Az olaj leszűrése után megmaradó anyagot ugyancsak állatok takarmányozására használják. A hagyományosan préselt olaj normál körülmények között 3-6 hónapig, az újabban egyre inkább elterjedő száraz préseléssel készülő olaj 12-18 hónapig tartható el, maguk a csontárok pedig feltörés nélkül akár 20 évig is megőrzik minőségüket.
Az olaj átlagosan mintegy 80 százalékban tartalmaz telítetlen zsírsavakat és jobban ellenáll az oxidációnak, mint az olivaolaj. Használják mártogatónak, saláták és kuszkusz készítéséhez, tésztaételeknél és más hasonló célokra. Népszerű édesség Marokkóban a mogyoróvajhoz hasonló konzisztenciájó amlou, amit pörkölt, órölt mandula vagy mogyoró, argánolaj és méz felhasználásával állítanak elő és többnyire kenyérre kenve fogyasztják. Kozmetikai és gyógyászati célra pirítás nélkül préselt olajat használnak, a marokkói népi gyógyászatban elsősorban bőrbetegségek kezelésére használják, de az ezredforduló óta rohamosan nő a népszerűsége a legnagyobb kozmetikai cégek körében is.

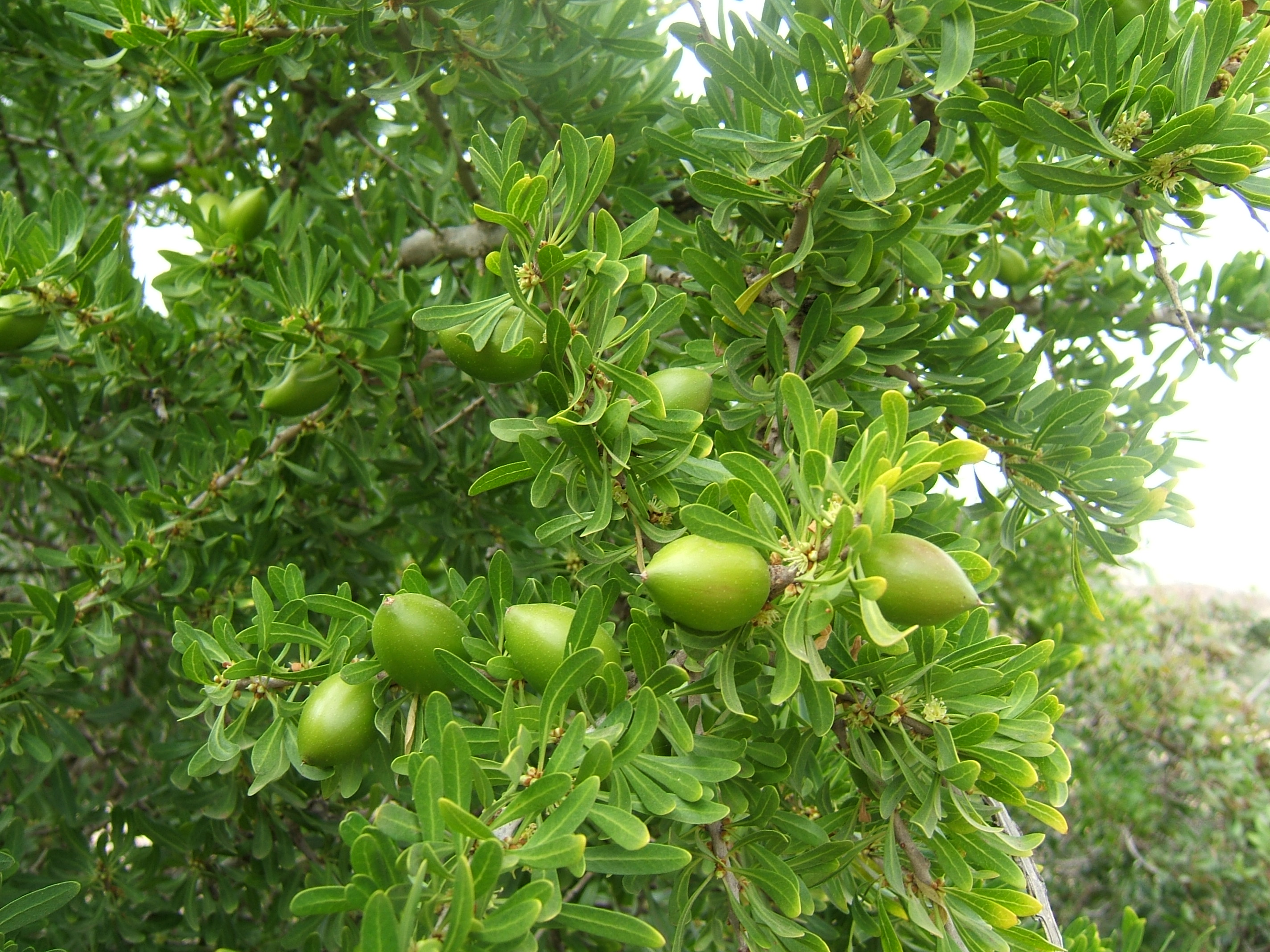
Levelei, virágai és éretlen termései

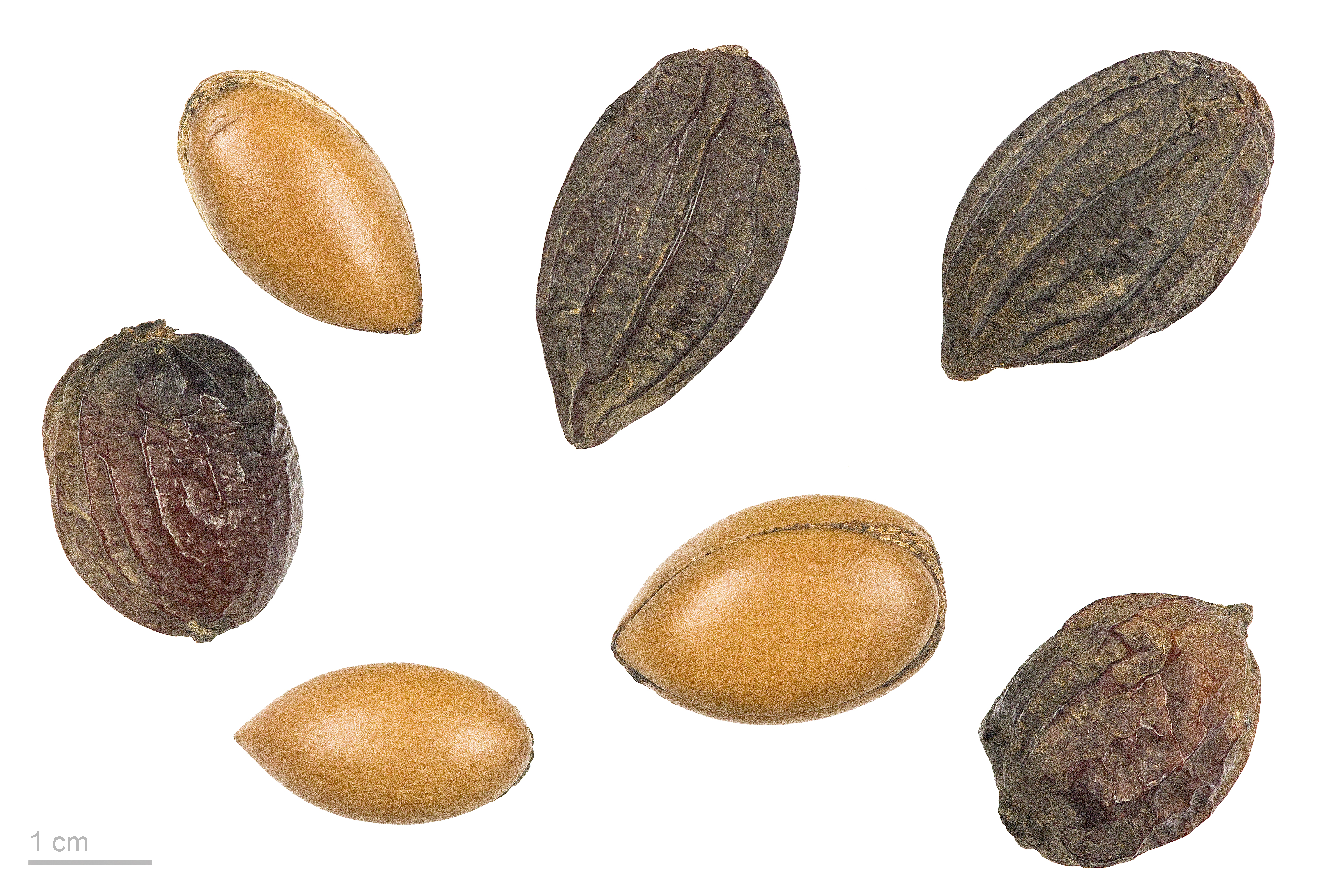
Termései a Toulouse-i múzeumban

## Fordítás
Ez a szócikk részben vagy egészben  az   Argania című angol Wikipédia-szócikk fordításán alapul.  Az eredeti cikk szerkesztőit annak laptörténete sorolja fel. Ez a jelzés csupán a megfogalmazás eredetét és a szerzői jogokat jelzi, nem szolgál a cikkben szereplő információk forrásmegjelöléseként.